# ポイントクーピー郡 (ルイジアナ州)
ポイントカピー郡（ポイントクーピーぐん、英: Pointe Coupee Parish、英語の発音は "Point Coo-Pea"）は、アメリカ合衆国ルイジアナ州の中央部に位置する郡である。2010年国勢調査での人口は22,802人であり、2000年の22,763人から0.2％増加した。郡庁所在地はニューローズ市（人口4,831人）であり、同郡で人口最大の町でもある。
ポイントカピー郡はバトンルージュ大都市圏に属している。

## 歴史
ポイントクーピー郡はオーリンズ準州（1812年にルイジアナ州になった）で1805年に設立された。その後隣接する郡との境界の調整があり、1852年になって現在の境界が確定した。

## 地理
アメリカ合衆国国勢調査局に拠れば、郡域全面積は590平方マイル (1,530 km2)であり、このうち陸地557平方マイル (1,444 km2)、水域は33平方マイル (86 km2)で水域率は5.64％である。領域は主に草原と後背湿地である。

### 主要高規格道路
郡内の高規格道路は総延長が498.98マイル (798 km) ある。
- アメリカ国道190号線、現在郡内では4車線[7][8]
- ルイジアナ州道1号線

### 主要な水路
- アチャファライア川
- フォールス川
- ミシシッピ川
- オールド川
- レッド川

### 隣接する郡
- コンコルディア郡 - 北
- ウェストフェリシアナ郡 - 北東
- ウェストバトンルージュ郡 - 東
- アイバービル郡 - 南
- セントマーティン郡 - 南西
- セントランドリー郡 - 西
- アボイルズ郡 - 北西

### 国立保護地域
- アチャファライア国立野生生物保護区（部分）

## 人口動態
以下は2000年の国勢調査による人口統計データである。
| 基礎データ - 人口: 22,763人 - 世帯数: 8,397 世帯 - 家族数: 6,171 家族 - 人口密度: 16人/km2（41人/mi2） - 住居数: 10,297軒 - 住居密度: 7軒/km2（18軒/mi2） 人種別人口構成 - 白人: 68.91% - アフリカン・アメリカン: 29.61% - ネイティブ・アメリカン: 0.17% - アジア人: 0.25% - その他の人種: 0.32% - 混血: 0.56% - ヒスパニック・ラテン系: 1.08% 言語別人口構成 - 英語: 93.61% - フランス語またはケイジャン・フランス語: 4.89% - スペイン語: 0.96% 年齢別人口構成 - 18歳未満: 27.3% - 18-24歳: 8.8% - 25-44歳: 27.0% - 45-64歳: 23.1% - 65歳以上: 13.9% - 年齢の中央値: 37歳 - 性比（女性100人あたり男性の人口） - 総人口: 94.4 - 18歳以上: 90.7 | 世帯と家族（対世帯数） - 18歳未満の子供がいる: 35.2% - 結婚・同居している夫婦: 53.7% - 未婚・離婚・死別女性が世帯主: 15.3% - 非家族世帯: 26.5% - 単身世帯: 23.4% - 65歳以上の老人1人暮らし: 11.1% - 平均構成人数 - 世帯: 2.67人 - 家族: 3.17人 収入と家計 - 収入の中央値 - 世帯: 30,618米ドル - 家族: 36,625米ドル - 性別 - 男性: 35,022米ドル - 女性: 20,759米ドル - 人口1人あたり収入: 15,387米ドル - 貧困線以下 - 対人口: 23.1% - 対家族数: 18.7% - 18歳未満: 30.2% - 65歳以上: 23.9% |

ルイジアナ州の人口重心が郡内ニューローズ市にある。

## 都市と町

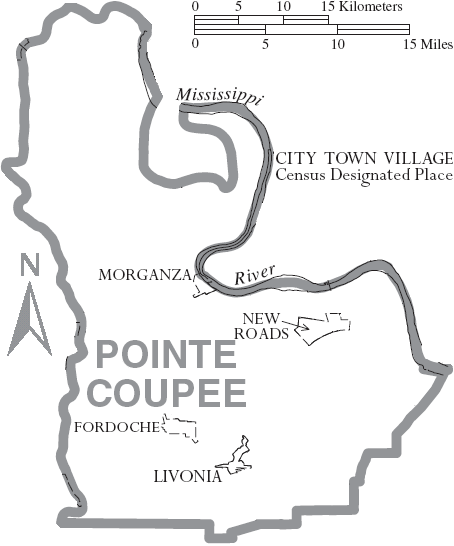
ポイントクーピー郡図

### 法人化された自治体
- フォードーシェ
- リボニア
- モーガンザ
- ニューローズ - 郡庁所在地

### 未編入の町
アルマなど未編入の町は43を数える。

## 教育
ポイントクーピー郡教育委員会が地元の公立学校を運営している。
2008年時点で中等教育の学校としてはリボニア高校があるのみで、7年生から12年生を教えている。ポイントクーピー中央高校は2008年にチャーター･スクールになった。この他私立学校は2校ある。

## ハリケーン
2008年にルイジアナ州に上陸したハリケーン・グスタフはポイントクーピー郡にも大きな被害を与えた。

## 著名な出身者
- バディ・ガイ、歌手、ブルースギタリスト